# Hippo Records
Pour les articles homonymes, voir Hippo (homonymie).
Hippo Records est un label de musique Néerlandais, fondé vers 1994 à Accra, Ghana et Amsterdam, Pays-Bas, équipée de studios d'enregistrement Amsterdam Globe, et d'un studio graphique. Parmi les artistes au catalogue se trouvent Leo Fuld et Jacqueline Taieb. Au début des années 2000, Hippo Records sut donner leur première chance à de nombreux jeunes tels que Atongo Zimba, Jimmy Omonga, Juicebox, Senta Lain, Robbie Funcke etc.